# −2
−2（マイナスに）は、負の整数のひとつであり、−3 の次で −1 の前の数である。

## 性質
- −2は負の整数の中で2番目に大きい数であり、最大の偶数、単偶数でもある。
- (−2)−2 = 1/4 である。x が負の整数のとき xx が正の数になる条件は x が −2 の倍数であること。
- a を実数とすると a−2 = 1/a2 > 0（ただし a ≠ 0）。一般にある数 a の −n 乗は a−n = 1/an となる。
- {\displaystyle \sum _{n=1}^{\infty }{n^{-2}}={\pi ^{2} \over 6}}: 自然数の −2 乗の総和は π2/6 (= 1.6449340668482…) に収束する（→バーゼル問題）。

## その他 −2 に関すること
- 10−2 を表すSI接頭語は c （センチ）である。例: 1cm = 10−2m
- 10−2 を表す日本の単位は厘。
- 加速度の次元は m·s−2 である。
- フリーセルには −2 ステージが存在する(最初からすべてのAが一番後ろにあるので、絶対クリアできない。)
- 西暦マイナス2年は紀元前3年、マイナス2世紀は紀元前3世紀にあたる。